# 琳赛·弗赖伊
琳赛·弗赖伊（英語：Lyndsey Fry，1992年10月30日—），美国女子冰球运动员，场上位置是前锋。她曾代表美国国家队参加2014年冬季奥林匹克运动会冰球比赛，获得一枚银牌。